# Klęśnik
Klęśnik [ˈklɛ̃ɕnik] es un asentamiento ubicado en el distrito administrativo de Gmina Szydłowo, dentro del Distrito de Piła, Voivodato de Gran Polonia, en el oeste de Polonia central. Se encuentra aproximadamente a 7 kilómetros al norte de Szydłowo, a 12 kilómetros al noroeste de Piła, y a 93 kilómetros al norte de la capital regional Poznan.